# Laßbrook
Der Laßbrook ist ein Naturschutzgebiet in der niedersächsischen Gemeinde Wulfsen in der Samtgemeinde Salzhausen im Landkreis Harburg.

## Geografie
Das Naturschutzgebiet mit dem Kennzeichen NSG LÜ 127 ist 16 Hektar groß und liegt westlich von Bahlburg und südöstlich von Pattensen, beides Ortsteile von Winsen (Luhe), am Rand der Aubachniederung. Es ist fast vollständig Bestandteil des FFH-Gebietes „Gewässersystem der Luhe und unteren Neetze“.

## Schutzzweck
Es wird von einem naturnahen Eichen-Hainbuchenwald auf bodensaurem Boden und kleinräumig differenzierter Baumartenzusammensetzung (Eiche, Hainbuche, Buche, Erle, Birke) mit gut ausgebildeter Strauch- und Krautschicht geprägt. Prägend sind zudem die Erlen-Eschen-Au- und -Quellwälder. Im Wald sind verhältnismäßig viele alte Bäume und Totholz zu finden.
Zahlreichen Tierarten wie Vögeln, Säugetieren (insbesondere Fledermäuse) und Reptilien bietet das Naturschutzgebiet einen wichtigen Lebensraum.
Das Gebiet steht seit dem 16. Juli 1987 unter Naturschutz. 2020 soll eine Neuausweisung stattfinden, da die vorherige NSG-Verordnung formal nicht den Anforderungen der FFH-Richtlinie entspricht und durch eine neue EU-konforme Verordnung ersetzt werden muss. Zuständige untere Naturschutzbehörde ist der Landkreis Harburg.